# Afrolimnophila unijuga
Afrolimnophila unijuga är en tvåvingeart som först beskrevs av Alexander 1920.  Afrolimnophila unijuga ingår i släktet Afrolimnophila och familjen småharkrankar. Inga underarter finns listade i Catalogue of Life.